# Heinz Chur
Heinz Chur (* 24. September 1948 in Essen) ist ein deutscher Komponist.

## Leben
Chur ist als Komponist Autodidakt. An seiner Sinfonie Nr. 1 arbeitete er von 1975 bis 1978. Drei seiner Klaviersonaten wurden 1996 als Produktion des ORB aufgenommen, gesendet und 1997 als CD veröffentlicht.

## Werke (Auszug)
- 1. Sinfonie (1975–1978)[1]
- 2. Sinfonie (1979–1980)[1]
- 3. Sinfonie (1979–1980)[1]
- 4. Sinfonie (1991)[1]
- Klaviersonate Nr. 6 (1984)[1]
- Klaviersonate Nr. 7 (1985)[1]
- Klaviersonate Nr. 8 (1987)[1]
- Requiem (1981)[3]

## Diskografie
- Noriko Kitano-Klein, Heinz Chur - Klaviersonaten Nr. 6-8, MDG Records (Dabringhaus & Grimm), Reflections Series, 1997